# فلسفة المعلومات
فلسفة المعلومات هي فرع من الفلسفة التي تدرس الموضوعات ذات الصلة بعلوم الحاسوب وعلوم المعلومات وتكنولوجيا المعلومات.
ويشمل:
1. التحقيق النقدي للطبيعة المفاهيمية والمبادئ الأساسية للمعلومات، بما في ذلك دينامياتها واستخدامها.
2. تطوير وتطبيق منهجيات المعلومات النظرية والحسابية على المشكلات الفلسفية.[1]